# Canton de Cossé-le-Vivien
Le canton de Cossé-le-Vivien est une circonscription électorale française située dans le département de la Mayenne et la région Pays de la Loire.

## Géographie
Ce canton est organisé autour de Cossé-le-Vivien dans l'arrondissement de Château-Gontier. Son altitude varie de 20 m (Renazé) à 116 m (Courbeveille).
Le canton de Cossé-le-Vivien est une circonscription électorale française située le Sud-Mayenne.

## Histoire
Au Moyen Âge puis sous l'Ancien Régime, le territoire cantonal faisait partie du fief de la baronnie angevine de Craon, dépendait de la sénéchaussée principale d'Angers et du pays d'élection de Château-Gontier.
Par décret du 21 février 2014, le nombre de cantons du département est divisé par deux, avec mise en application aux élections départementales de mars 2015. Le canton de Cossé-le-Vivien est conservé et s'agrandit. Il passe de onze à vingt-neuf communes.

## Représentation

### Conseillers d'arrondissement (de 1833 à 1940)
Le canton de Cossé-le-Vivien avait deux conseillers d'arrondissement au XIXe siècle.
| Période                                  | Période      | Identité                                                                        | Étiquette       | Qualité |
| ---------------------------------------- | ------------ | ------------------------------------------------------------------------------- | --------------- | --- |
| 1833                                     | 1839         | M. Planchenault                                                                 |                 | Propriétaire à Cosmes                                                                                       |
| 1833                                     | 1839         | Pierre Charles François Thoreau-Touchardière (1766-1858)                        |                 | Marchand de toile, commandant de la Garde nationale, propriétaire, maire de Cossé-le-Vivien                 |
| 1839                                     | 1848 (décès) | Jean François Rebillard (1766-1848)                                             |                 | Notaire à Cossé-le-Vivien                                                                                   |
| 1839                                     | 1844 (décès) | Pierre Thoreau-Touchardière fils (1797-1844)                                    |                 | Propriétaire à Cossé-le-Vivien                                                                              |
| 1845                                     | 1848         | François Pierre Rondelou-Latouche fils (1806-1869)                              |                 | Marchand de vins à Cossé-le-Vivien                                                                          |
| 1848                                     | 1858         | Jacques Métairy (1791-1866)                                                     |                 | Maitre-fermier, propriétaire à Méral                                                                        |
| 1848                                     | 1852         | Jean-François Hesteau                                                           |                 | Propriétaire à Cossé-le-Vivien, greffier de la justice de paix                                              |
| 1852                                     | 1864         | Benjamin Pierre Collet-Chouannière                                              |                 | Propriétaire à Cossé-le-Vivien                                                                              |
| 1858                                     | 1871         | Jules Thoreau (de La) Touchardière (1824-1906, fils de P. Thoreau-Touchardière) |                 | Propriétaire, maire de Méral                                                                                |
| 1864                                     | 1871         | M. Anquetil                                                                     |                 | Ancien notaire à Cossé-le-Vivien                                                                            |
| 1871                                     | 1877         | Charles Bodard de La Jacopière                                                  | Droite          | Propriétaire du château de l'Épinay, maire de Cossé-le-Vivien                                               |
| 1871                                     | 1877         | Paul Gaudin                                                                     |                 | Propriétaire à Cuillé                                                                                       |
| 1877                                     |              | Jules Thoreau (de La) Touchardière                                              |                 | Propriétaire à Méral                                                                                        |
| 1877                                     | 1910         | Ernest Guérin de La Roussardière (décédé en 1916)                               | Droite          | Maire de Quelaines, président du comice agricole                                                            |
| 1910                                     | 1919         | Maurice Nupied                                                                  | Radical         | Suppléant du juge de paix à Cossé-le-Vivien, propriétaire à Cuillé                                          |
| 1919                                     | 1922         | Charles Pierre Hesteau                                                          | Républicain     | Propriétaire à Cossé-le-Vivien, ancien conseiller général                                                   |
| 1922                                     | 1925         | Pierre Pichot                                                                   | Républicain     | Licencié en droit, maire de Gastines                                                                        |
| 13 septembre 1925                        | 1940         | Médéric-Charles de Lancesseur (1874-1971)                                       | Union nationale | Propriétaire à Cossé-le-Vivien, maire de Méral                                                              |
| 1940                                     |              |                                                                                 |                 | Les conseils d'arrondissement ont été suspendus par la loi du 12 octobre 1940 et n'ont jamais été réactivés |
| Les données manquantes sont à compléter. |              |                                                                                 |                 | |

### Conseillers généraux de 1833 à 2015
| Période | Période      | Identité                             | Étiquette              | Qualité |
| ------- | ------------ | ------------------------------------ | ---------------------- | --- |
| 1833    | 1842         | François Guérin (de La) Boussardière |                        | Maître de forges propriétaire à Quelaines ancien membre du conseil général de Maine-et-Loire                                   |
| 1842    | 1848         | Alexandre-Jean Fournier              | Républicain            | Avocat maire de Château-Gontier en 1860 Elu en 1867 dans le Canton de Château-Gontier                                          |
| 1848    | 1875 (décès) | Aimé-Louis Rébillard                 | Légitimiste            | Notaire à Cossé-le-Vivien (1822-1853)                                                                                          |
| 1875    | 1877         | Frédéric Houtin                      | Républicain            | Notaire à Cossé-le-Vivien |
| 1877    | 1895         | Charles Bodard de La Jacopière       | Droite                 | Propriétaire maire de Cossé-le-Vivien, conseiller d'arrondissement                                                             |
| 1895    | 1901         | Charles-Pierre Hesteau               | Républicain            | Agriculteur à Cossé-le-Vivien                                                                                                  |
| 1901    | 1919         | Jules Richard                        | Conservateur           | Archiviste-paléographe ancien archiviste du Pas-de-Calais Maire de Cossé-le-Vivien                                             |
| 1919    | 1925         | Léonard Rocheron                     | RG                     | Percepteur à Cossé-le-Vivien                                                                                                   |
| 1925    | 1940         | Pierre-Clément Pichot (1894-1961)    | Républicain            | Huissier-audiencier au tribunal de Laval maire de Gastines, conseiller d'arrondissement Nommé conseiller départemental en 1943 |
|         |              |                                      |                        | |
| 1945    | 1949         | Auguste Guyon                        | SE                     | Agriculteur à Cosmes |
| 1949    | 1973         | Victor Priou                         | RPF puis ARS puis CNIP | Cultivateur député (1951-1958) maire de Peuton                                                                                 |
| 1973    | 2004         | Henri de Gastines                    | RPR puis UMP           | Agriculteur député (1968-2002) maire de Craon                                                                                  |
| 2004    | 2015         | Claude Boiteux                       | DVD                    | Enseignant Maire de Saint-Poix                                                                                                 |

Le canton participe à l'élection du député de la deuxième circonscription de la Mayenne.
Source : Répertoire numérique des annuaires administratifs de la Mayenne. https://archives.lamayenne.fr/archives-en-ligne/ead.html?id=FRAD053_2NUM242&c=FRAD053_2NUM242_e0000017&qid=

### Conseillers départementaux à partir de 2015
| Période élective | Période élective | Mandat | Mandat   | Identité            | Nuance | Nuance | Qualité |
| ---------------- | ---------------- | ------ | -------- | ------------------- | ------ | ------ | --- |
| 2015             | 2021             | 2015   | 2021     | Élisabeth Doineau   |        | UDI    | Sénatrice (depuis 2014), conseillère municipale de La Rouaudière, ancienne conseillère générale du canton de Saint-Aignan-sur-Roë (2001-2015) |
| 2015             | 2021             | 2015   | 2021     | Christophe Langouët |        | LREM   | Cadre d'éducation, maire de Cossé-le-Vivien (depuis 2014)                                                                                     |
| 2021             | 2028             | 2021   | en cours | Élisabeth Doineau   |        | DVC    | Conseillère sortante |
| 2021             | 2028             | 2021   | en cours | Christophe Langouet |        | LREM   | Conseiller sortant, président de la communauté de communes du Pays de Craon                                                                   |

### Résultats détaillés

#### Élections de mars 2015
À l'issue du 1er tour des élections départementales de 2015, deux binômes sont en ballottage : Élisabeth Doineau et Christophe Langouët (Union de la Droite, 50,59 %) et Marie-Christine de La Morinière et Paul Le Morvan (FN, 21,58 %). Le taux de participation est de 48,59 % (7 555 votants sur 15 549 inscrits) contre 50,77 % au niveau départemental et 50,17 % au niveau national.
Au second tour, Élisabeth Doineau et Christophe Langouët (Union de la Droite) sont élus avec 74,23 % des suffrages exprimés et un taux de participation de 47,48 % (5 103 voix pour 7 382 votants et 15 549 inscrits).
Christophe Langouët fait partie du groupe LREM au conseil départemental de la Mayenne.

#### Élections de juin 2021
Le premier tour des élections départementales de 2021 est marqué par un très faible taux de participation (33,26 % au niveau national). Dans le canton de Cossé-le-Vivien, ce taux de participation est de 29,79 % (4 679 votants sur 15 708 inscrits) contre 32,1 % au niveau départemental. À l'issue de ce premier tour, deux binômes sont en ballottage : Élisabeth Doineau et Christophe Langouet (Union au centre et à droite, 83,77 %) et Solange Lagneau et Philippe Lamare (RN, 16,23 %).
Le second tour des élections est marqué une nouvelle fois par une abstention massive équivalente au premier tour. Les taux de participation sont de 34,36 % au niveau national, 32,97 % dans le département et 28,07 % dans le canton de Cossé-le-Vivien. Élisabeth Doineau et Christophe Langouet (Union au centre et à droite) sont élus avec 86,08 % des suffrages exprimés (3 563 voix pour 4 410 votants et 15 710 inscrits),,. 

## Composition

### Composition avant 2015
Le canton de Cossé-le-Vivien regroupait onze communes.
| Nom                    | Code Insee | Codepostal | Superficie (km2) | Population (dernière pop. légale) | Densité (hab./km2) |
| ---------------------- | ---------- | ---------- | ---------------- | --------------------------------- | ------------------ |
| Cosmes (chef-lieu)     | 53075      | 53230      | 13,68            | 300 (2012)                        | 22                 |
| La Chapelle-Craonnaise | 53058      | 53230      | 10,32            | 332 (2012)                        | 32                 |
| Cossé-le-Vivien        | 53077      | 53230      | 44,41            | 2 987 (2012)                      | 67                 |
| Cuillé                 | 53088      | 53540      | 21,66            | 933 (2012)                        | 43                 |
| Gastines               | 53102      | 53540      | 8,85             | 164 (2012)                        | 19                 |
| Laubrières             | 53128      | 53540      | 8,31             | 323 (2012)                        | 39                 |
| Méral                  | 53151      | 53230      | 29,50            | 1 067 (2012)                      | 36                 |
| Peuton                 | 53178      | 53360      | 10,58            | 225 (2012)                        | 21                 |
| Quelaines-Saint-Gault  | 53186      | 53360      | 42,25            | 2 069 (2012)                      | 49                 |
| Saint-Poix             | 53250      | 53540      | 7,38             | 399 (2012)                        | 54                 |
| Simplé                 | 53260      | 53360      | 9,10             | 394 (2012)                        | 43                 |

Situation du canton avant 2015.

À la suite du redécoupage des cantons pour 2015, les communes, à l'exception de Peuton, sont rattachées au nouveau canton de Cossé-le-Vivien auquel s'ajoutent dix-neuf communes. Peuton est intégré au canton de Château-Gontier.

#### Anciennes communes
La commune de Saint-Gault s'associe le 1er janvier 1973 à Quelaines. Le 1er décembre 1988, la fusion devient totale, faisant ainsi de Saint-Gault la seule commune supprimée, depuis 1795, incluse dans le territoire du canton de Cossé-le-Vivien antérieur à 2015. La commune prend alors le nom de Quelaines-Saint-Gault.
Auparavant, en 1865, la commune d'Origné est créée par prélèvement sur les territoires de Houssay, Nuillé-sur-Vicoin et Quelaines.

### Composition depuis 2015
Le canton de Cossé-le-Vivien comprend vingt-neuf communes entières.
| Nom                                     | Code Insee | Intercommunalité    | Superficie (km2) | Population (dernière pop. légale) | Densité (hab./km2) | Modifier                                    |
| --------------------------------------- | ---------- | ------------------- | ---------------- | --------------------------------- | ------------------ | ------------------------------------------- |
| Cossé-le-Vivien (bureau centralisateur) | 53077      | CC du Pays de Craon | 44,41            | 3 208 (2022)                      | 72                 | modifier les données · modifier les données |
| Astillé                                 | 53011      | CC du Pays de Craon | 20,73            | 887 (2022)                        | 43                 | modifier les données · modifier les données |
| Athée                                   | 53012      | CC du Pays de Craon | 17,23            | 453 (2022)                        | 26                 | modifier les données · modifier les données |
| Ballots                                 | 53018      | CC du Pays de Craon | 36,01            | 1 298 (2022)                      | 36                 | modifier les données · modifier les données |
| La Boissière                            | 53033      | CC du Pays de Craon | 6,32             | 116 (2022)                        | 18                 | modifier les données · modifier les données |
| Brains-sur-les-Marches                  | 53041      | CC du Pays de Craon | 7,68             | 276 (2022)                        | 36                 | modifier les données · modifier les données |
| La Chapelle-Craonnaise                  | 53058      | CC du Pays de Craon | 10,32            | 315 (2022)                        | 31                 | modifier les données · modifier les données |
| Congrier                                | 53073      | CC du Pays de Craon | 24,28            | 919 (2022)                        | 38                 | modifier les données · modifier les données |
| Cosmes                                  | 53075      | CC du Pays de Craon | 13,68            | 298 (2022)                        | 22                 | modifier les données · modifier les données |
| Courbeveille                            | 53082      | CC du Pays de Craon | 18,02            | 633 (2022)                        | 35                 | modifier les données · modifier les données |
| Cuillé                                  | 53088      | CC du Pays de Craon | 21,66            | 853 (2022)                        | 39                 | modifier les données · modifier les données |
| Fontaine-Couverte                       | 53098      | CC du Pays de Craon | 21,65            | 423 (2022)                        | 20                 | modifier les données · modifier les données |
| Gastines                                | 53102      | CC du Pays de Craon | 8,85             | 166 (2022)                        | 19                 | modifier les données · modifier les données |
| Laubrières                              | 53128      | CC du Pays de Craon | 8,31             | 322 (2022)                        | 39                 | modifier les données · modifier les données |
| Livré-la-Touche                         | 53135      | CC du Pays de Craon | 30,08            | 728 (2022)                        | 24                 | modifier les données · modifier les données |
| Méral                                   | 53151      | CC du Pays de Craon | 29,50            | 1 075 (2022)                      | 36                 | modifier les données · modifier les données |
| Quelaines-Saint-Gault                   | 53186      | CC du Pays de Craon | 42,25            | 2 141 (2022)                      | 51                 | modifier les données · modifier les données |
| Renazé                                  | 53188      | CC du Pays de Craon | 16,72            | 2 506 (2022)                      | 150                | modifier les données · modifier les données |
| La Roë                                  | 53191      | CC du Pays de Craon | 8,76             | 250 (2022)                        | 29                 | modifier les données · modifier les données |
| La Rouaudière                           | 53192      | CC du Pays de Craon | 19,02            | 311 (2022)                        | 16                 | modifier les données · modifier les données |
| Saint-Aignan-sur-Roë                    | 53197      | CC du Pays de Craon | 18,19            | 934 (2022)                        | 51                 | modifier les données · modifier les données |
| Saint-Erblon                            | 53214      | CC du Pays de Craon | 5,68             | 154 (2022)                        | 27                 | modifier les données · modifier les données |
| Saint-Martin-du-Limet                   | 53240      | CC du Pays de Craon | 12,36            | 425 (2022)                        | 34                 | modifier les données · modifier les données |
| Saint-Michel-de-la-Roë                  | 53242      | CC du Pays de Craon | 13,22            | 255 (2022)                        | 19                 | modifier les données · modifier les données |
| Saint-Poix                              | 53250      | CC du Pays de Craon | 7,38             | 391 (2022)                        | 53                 | modifier les données · modifier les données |
| Saint-Saturnin-du-Limet                 | 53253      | CC du Pays de Craon | 10,70            | 518 (2022)                        | 48                 | modifier les données · modifier les données |
| La Selle-Craonnaise                     | 53258      | CC du Pays de Craon | 29,17            | 901 (2022)                        | 31                 | modifier les données · modifier les données |
| Senonnes                                | 53259      | CC du Pays de Craon | 13,13            | 376 (2022)                        | 29                 | modifier les données · modifier les données |
| Simplé                                  | 53260      | CC du Pays de Craon | 9,10             | 386 (2022)                        | 42                 | modifier les données · modifier les données |
| Canton de Cossé-le-Vivien               | 5304       |                     | 524,41           | 21 518 (2022)                     | 41                 | modifier les données                        |

## Démographie

### Démographie avant 2015
| 1962  | 1968  | 1975  | 1982  | 1990  | 1999  | 2006  | 2011  | 2012  |
| ----- | ----- | ----- | ----- | ----- | ----- | ----- | ----- | ----- |
| 8 831 | 8 516 | 8 266 | 8 284 | 8 030 | 8 007 | 8 723 | 9 167 | 9 193 |

### Démographie depuis 2015
En 2022, le canton comptait 21 518 habitants, en évolution de −0,78 % par rapport à 2016 (Mayenne : −0,73 %, France hors Mayotte : +2,11 %).
| 2013   | 2018   | 2022   |
| ------ | ------ | ------ |
| 21 522 | 21 668 | 21 518 |